# Terpsícore
Terpsícore ou Terpsícora (em grego clássico: Τερψιχόρη; romaniz.: Terpsikhórê; "a que se deleita na dança") (do verbo τέρπεω "deleitar-se" com o substantivo χoρός "dança"), foi uma das nove musas da mitologia grega, que eram as filhas de Zeus e Mnemósine, filha de Oceano e Tétis.
Era a musa da dança. Representada sentada com uma lira. Era também mãe das sereias, cujo pai era o rio Aqueloo. [carece de fontes?]